# Bathyleberis thrix
Bathyleberis thrix är en kräftdjursart som beskrevs av Louis S. Kornicker 1988. Bathyleberis thrix ingår i släktet Bathyleberis och familjen Cylindroleberididae. Inga underarter finns listade.